# Оливейра, Станислас
Станислас Оливейра (фр. Stanislas Oliveira; род. 27 марта 1988, Мон-Сент-Эльян) — португальский и французский футболист, полузащитник.

## Карьера
В 2005 году присоединился к молодёжной команде «Седана». За основной состав клуба дебютировал 30 марта 2008 года, отыграв весь матч против «Шатору». За команду выступал до 2012 года и провёл в Лиге 2 более 100 матчей. Зимой 2012 года подписал контракт с другим клубом Лиги 2 «Булонь», однако по итогам сезона клуб покинул лигу и в следующем сезоне игрок выступал за команду в Лиге 3. В августе 2013 года подписал контракт с клубом «Страсбур», за который также выступал в Лиге 3. 11 ноября 2015 года в качестве свободного агента перешёл в «Кевийи Руан». По итогам сезона 2015/2016 клуб занял второе место в Лиге 3 и перешёл в Лигу 2, однако отыграв один сезон в более высокой лиге, клуб вновь вылетел в Лигу 2.